# Missovoi

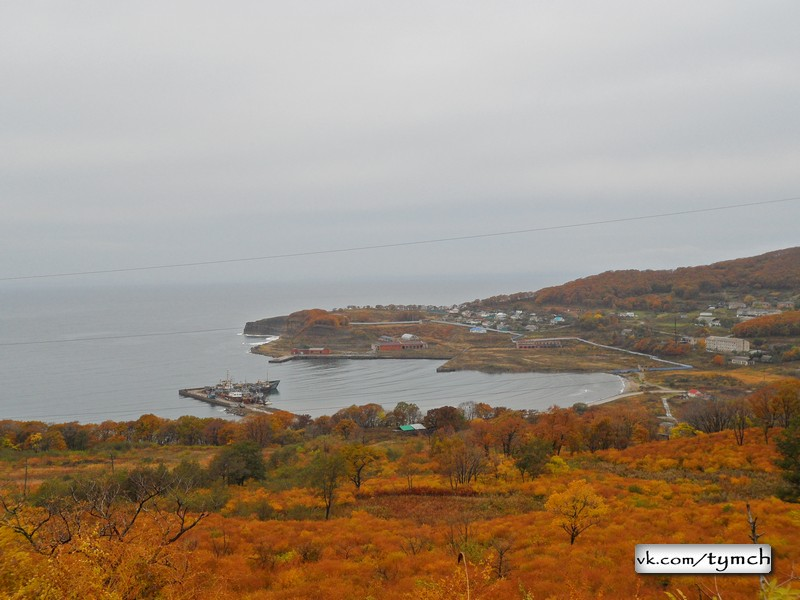
Vista de Missovoi

Missovoi (en rus: Мысовой) és un poble (un possiólok) del krai de Primórie, a l'Extrem Orient de Rússia, que en el cens del 2010 tenia 494 habitants.